# 日本大学医学会
日本大学医学会（にほんだいがくいがくかい、英語: Nihon University Medical Association）は、日本の学術研究団体の一つ。

## 概要
1937年2月1日設立。学術研究団体としての種別は単独学会。
基礎医学や臨床医学を学術研究領域とし、医学の進歩・発展に寄与し、会員相互の医学知識の交流と向上に資することを目的としている。

## 沿革
- 1937年 - 日本大学医学会設立。

## 刊行物

### 日大医学雑誌
- 誌名（和文）：日大医学雑誌
- 誌名（欧文）：Journal of Nihon University Medical Association
- 創刊年：1937
- 資料種別：ジャーナル（査読付き論文を含む）
- 使用言語：日英混在
- 発行形態：印刷体、eジャーナル
- 著作権帰属先：学会
- クリエイティブコモンズ：定めていない
- 購読：有料